# Amvrosios (Antonopoulos)
Amvrosios (vlastním jménem: Nikolaos Antonopoulos; 1934, Pireus – 11. května 2022) byl řecký kněz Jeruzalémské pravoslavné církve, arcibiskup a metropolita Neapolisu.

## Život
Narodil se roku 1934 v Pireu. Roku 1953 odešel do Jeruzaléma. Roku 1957 byl postřižen na mnicha a vysvěcen na diakona. Roku 1959 vystudoval Patriarchální školu. Kněžské svěcení přijal roku 1962 a stal se Nejvyšším ceremoniářem a uváděčem patriarchátů. Roku 1963 byl povýšen na archimandritu.
Na Národní a Kapodistrianské univerzity v Athénách studoval posvátné vědy. Působil jako knihovník, archivář, učitel na Patriarchální škole, opat Památky Boží Matky v Getsemane. Roku 1979 byl jmenován patriarchálním komisařem v Accře.
V březnu 1981 byl zvolen arcibiskupem Neapolisu a ve stejný rok proběhla jeho biskupská chirotonie. Roku 1999 byl ustanoven metropolitou Neapolisu.
Roku 2001 se stal členem Svatého synodu a patriarchálním komisařem v Betlému.
Doprovázel patriarchu Benedikta na jeho cestách do Konstantinopole, Ruska, USA, Velké Británie a Srbska. Byl členem Patriarchální delegace na intronizaci patriarchy Maxima.